# Eranina cendira
Eranina cendira är en skalbaggsart som först beskrevs av Martins och Maria Helena M. Galileo 1993.  Eranina cendira ingår i släktet Eranina och familjen långhorningar. Inga underarter finns listade i Catalogue of Life.